# Pegajahan Kahan
Pegajahan Kahan is een bestuurslaag in het regentschap Serdang Bedagai van de provincie Noord-Sumatra, Indonesië. Pegajahan Kahan telt 623 inwoners (volkstelling 2010).